# Ochrosia
Ochrosia es un género de fanerógamas de la familia Apocynaceae.   Es originario del Océano Índico y del Océano Pacífico. Comprende 69 especies descritas y de estas, solo 43 aceptadas.

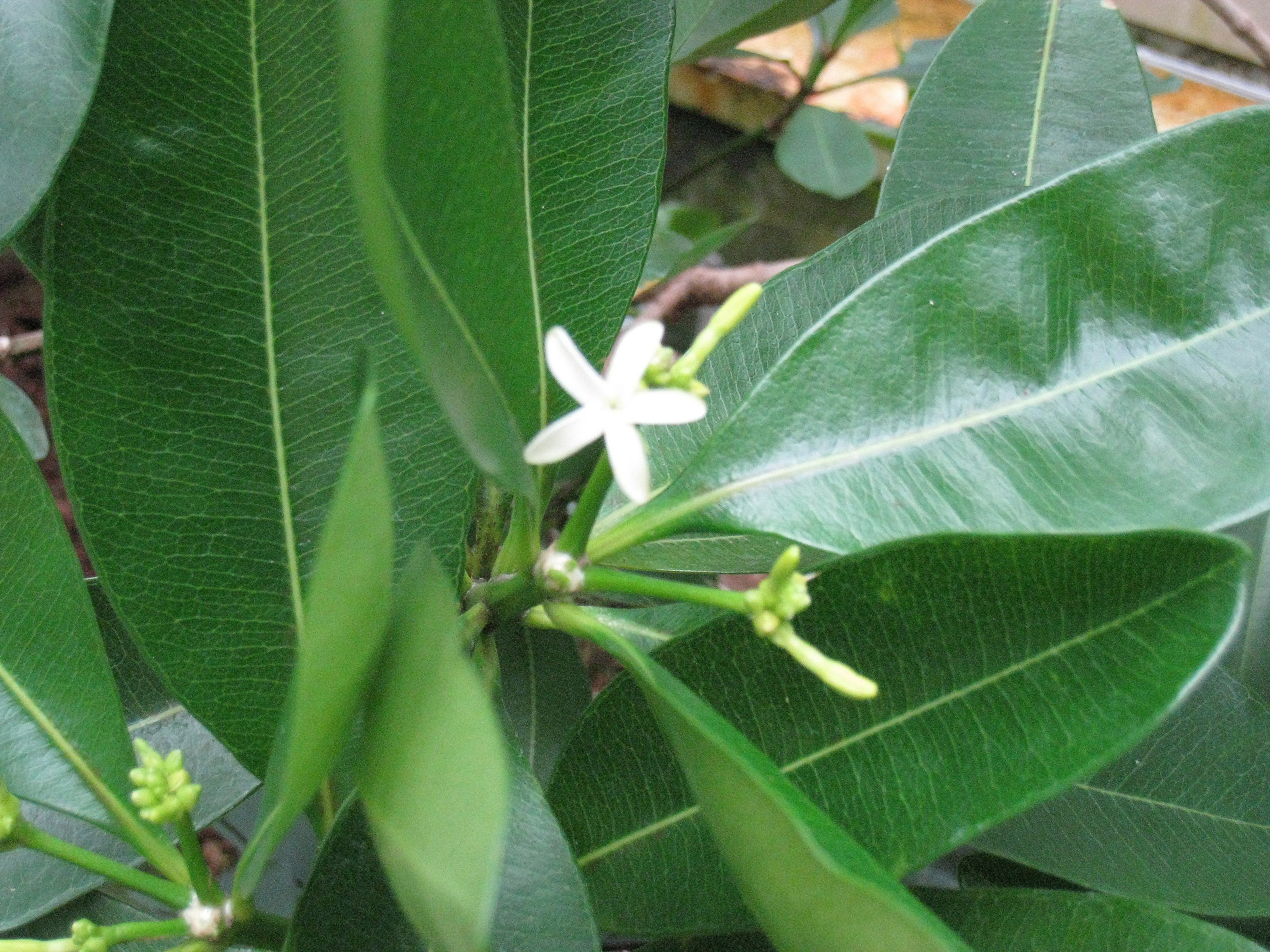
Ochrosia ackeringae

## Taxonomía
El género  fue descrito por Antoine-Laurent de Jussieu y publicado en Genera Plantarum 144–145. 1789.

## Especies seleccionadas
- Ochrosia ackeringae Miq.
- Ochrosia acuminata Trimen
- Ochrosia alyxioides Guillaumin
- Ochrosia apoensis Elmer
- Ochrosia basistamina Hendrian
- Ochrosia borbonica, J. Gmelin
- Ochrosia fatuhivensis, Fosberg & Sachet
- Ochrosia grandiflora, Boit.
- Ochrosia haleakalae, St. John
- Ochrosia kauaiensis, St. John
- Ochrosia kilaueaensis,St. John
- Ochrosia nukuhivensis, Fosberg & Sachet
- Ochrosia tahitensis, Lanessan ex Pichon